# Monte Catria
Monte Catria to szczyt Apeninach Północnych, w łańcuchu Apeninu Umbryjskiego we Włoszech. W pobliżu przepływa rzeka Metauro.